# Dichaetomyia ciliscutellaris
Dichaetomyia ciliscutellaris är en tvåvingeart som beskrevs av Shinonaga 2004. Dichaetomyia ciliscutellaris ingår i släktet Dichaetomyia och familjen husflugor. Inga underarter finns listade i Catalogue of Life.